# اسمارت‌لینکس ایرلاینز
اسمارت‌لینکس ایرلاینز (به انگلیسی: SmartLynx Airlines) یک شرکت هواپیمایی با کد یاتا 6Y است که در تاریخ ۱۹۹۲ میلادی تأسیس شده و در تاریخ ۱۹۹۳ فعالیتش را آغاز کرده‌است. دفتر مرکزی اسمارت‌لینکس ایرلاینز در لتونی واقع شده‌است و قطب این شرکت هواپیمایی در فرودگاه بین‌المللی ریگا و فرودگاه لنارت مری تالین قرار دارد.